# Deinopis guianensis
Deinopis guianensis är en spindelart som beskrevs av Władysław Taczanowski 1874. Deinopis guianensis ingår i släktet Deinopis och familjen Deinopidae.
Artens utbredningsområde är Franska Guyana. Inga underarter finns listade i Catalogue of Life.